# ジャッキー・ミットゥ
ジャッキー・ミットゥ　(Jackie Mittoo,本名：Donat Roy Mittoo1948年3月3日 -1990年12月16日) は、ジャマイカのオルガニスト、作曲家である。

## 略歴
ジャマイカのセント・アン教区、ブラウンズ・タウン出身。1989年4月にスカタライツのメンバーとして来日している。
1964年からスカタライツのメンバーとしてコクソン・ドッドのスタジオ・ワンレーベルにて活動する。スカタライツの解散後、ローランド・アルフォンソらとソウル・ブラザーズ、ソウル・ヴェンダーズ、サウンド・ディメンションにて音楽活動を継続。1967年からソロ活動を始め『In London』『Evening Time』『Keep On Dancing』『Macka Fat』等の作品をリリース。ジャマイカでは、シングルカットされた『Ram Jam』等のヒット曲を放っている。また、ケン・ブース、ウェイラーズ、アルトン・エリス、フレディ・マクレガー、マーシャ・グリフィス等のレコーディングにも参加した。1968年、カナダのトロントへ移住し、『Reggae Magic』等、複数のアルバムを発表している。1970年には、彼の曲「ピーニー・ウォリー」が、ウェイラーズによって「ダッピー・コンカラー」とタイトルを変更して発表された。1990年12月16日、ジャッキー・ミットゥは癌のため死去した。享年42歳。

## 主なアルバム
- In London （1967年）
- Evening Time （1968年）Jackie Mittoo & The Soul Vendors
- Keep On Dancing （1969年）
- Now （1970年）
- Wishbone （1971年）
- Macka Fat （1971年）
- Reggae Magic （1972年）
- Let's Put It All Together （1975年）
- The Keyboard King （1976年）
- Show Case Volume 3 （1977年）
- Hot Blood （1977年）
- In Cold Blood （1978年）
- The Money Makers （1979年）
- Stepping Tiger （1979年）
- Wild Jockey （1989年）